# 古石場
古石場（日语：／ Furuishiba */?）是東京都江東區的町名。現行行政地名為古石場一丁目至古石場三丁目。已實施住居表示。郵遞區號為135-0045。

## 地理
位於江東區東部，屬深川地域。北鄰牡丹，東接木場，南與西連越中島。西起為一、二、三丁目。典型的東京下町為主的住宅地。町域主要是江戶時代的埋立地，三丁目1番附近是戰前的枝川改修工程3號埋立地。

## 歷史
為江戶時代的填海新生地。深川海邊新田飛地古石場、久左衛門新田飛地古石場、龜戶村飛地古石場在1891年（明治24年）整合為深川古石場。

### 地名由來
江戶幕府在此地設置石材場而得名。

## 交通

### 鐵路
町域內沒有鐵路通過，可利用東京地下鐵東西線、都營大江戶線門前仲町站，東京地下鐵東西線木場站，JR東日本京葉線越中島站。

### 道路
- 東京都道463號上野月島線（清澄通）

## 設施
一丁目
- 江東區立千鳥幼稚園
- 古石場川親水公園

二丁目
- 古石場圖書館
- 古石場文化中心
- 古石場保育園
- 古石場二丁目兒童遊園
- 二社神社

三丁目
- 古石場三丁目公園
- 石濱橋兒童遊園

## 備註
1. ↑  江東区の世帯と人口（住民基本台帳による） 区民部区民課 平成25年8月1日現在[永久]
2. 1 2  江東區の地名由来-江東區地域振興部文化観光課文化財係 （页面存档备份，存于），2012年7月3日閲覧。

## 外部連結
- 江東區官方網站（页面存档备份，存于）